# Château des Milandes
Château des Milandes är ett franskt slott som är beläget i kommunen Castelnaud-la-Chapelle i Dordogne-regionen. Det är skyddat som historiskt monument. Slottet köptes av Joséphine Baker år 1947.

## Galleri

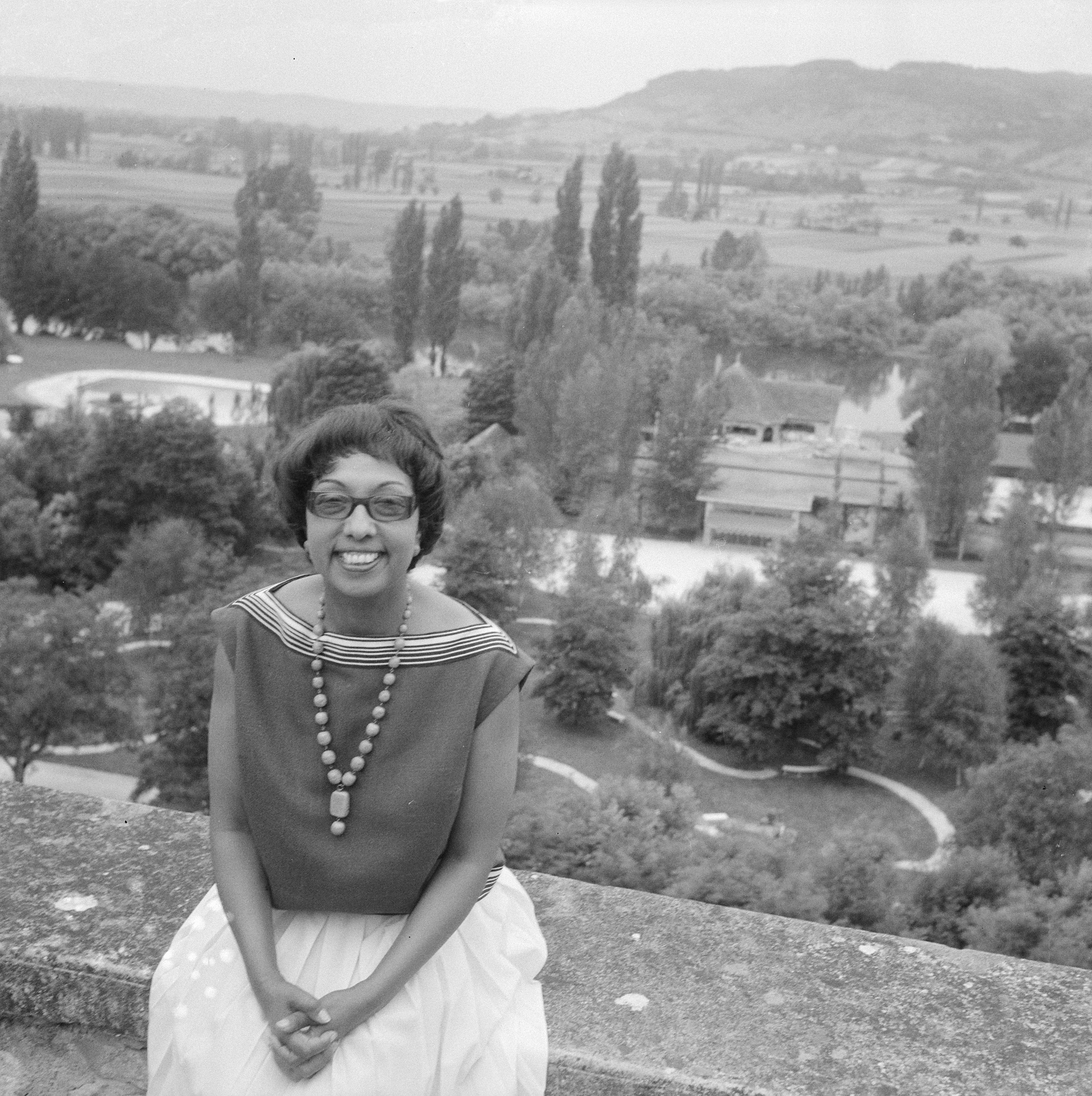
Joséphine Baker 1961 vid Château des Milandes.
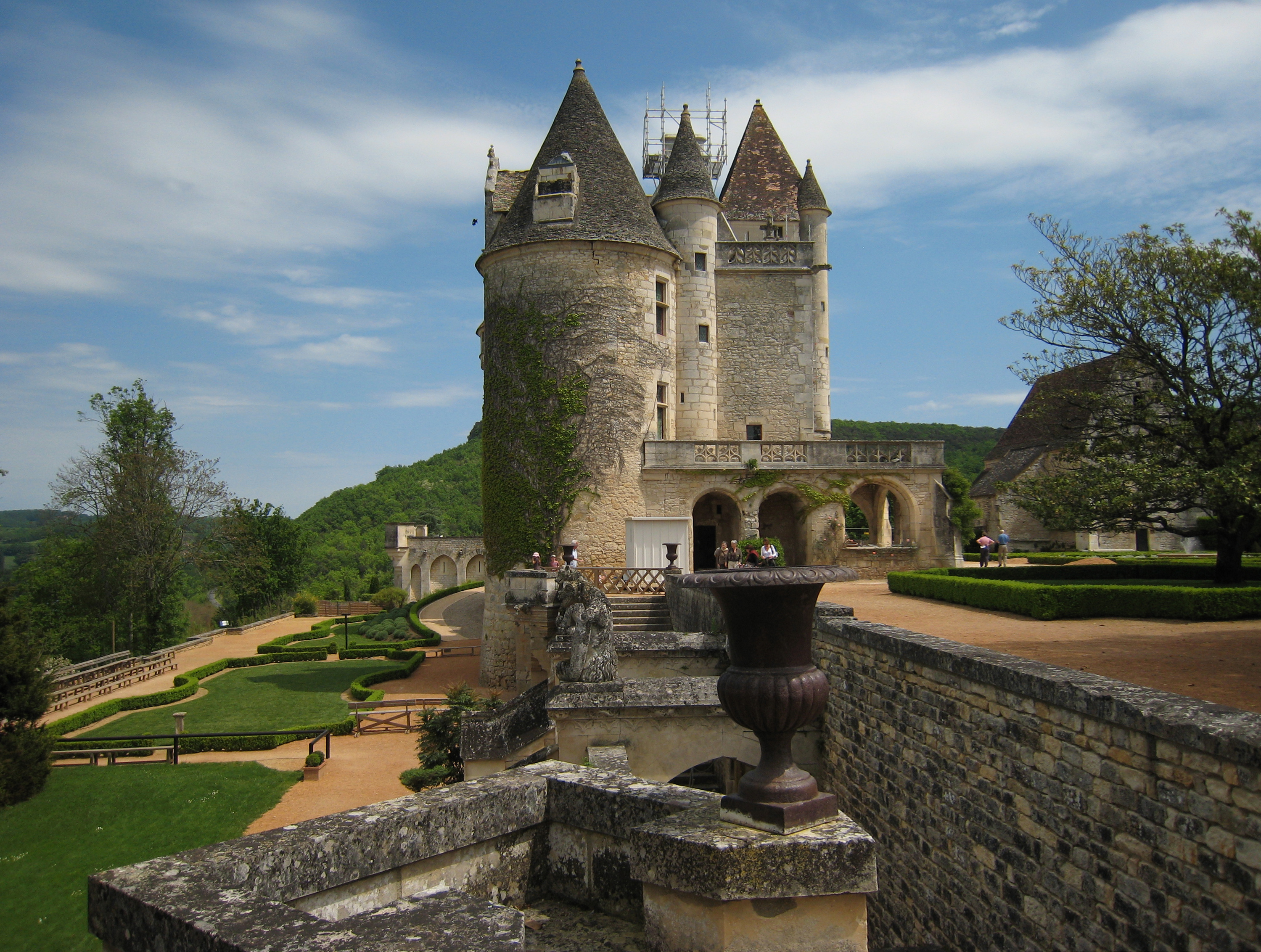
Barockträdgården vid Château des Milandes.
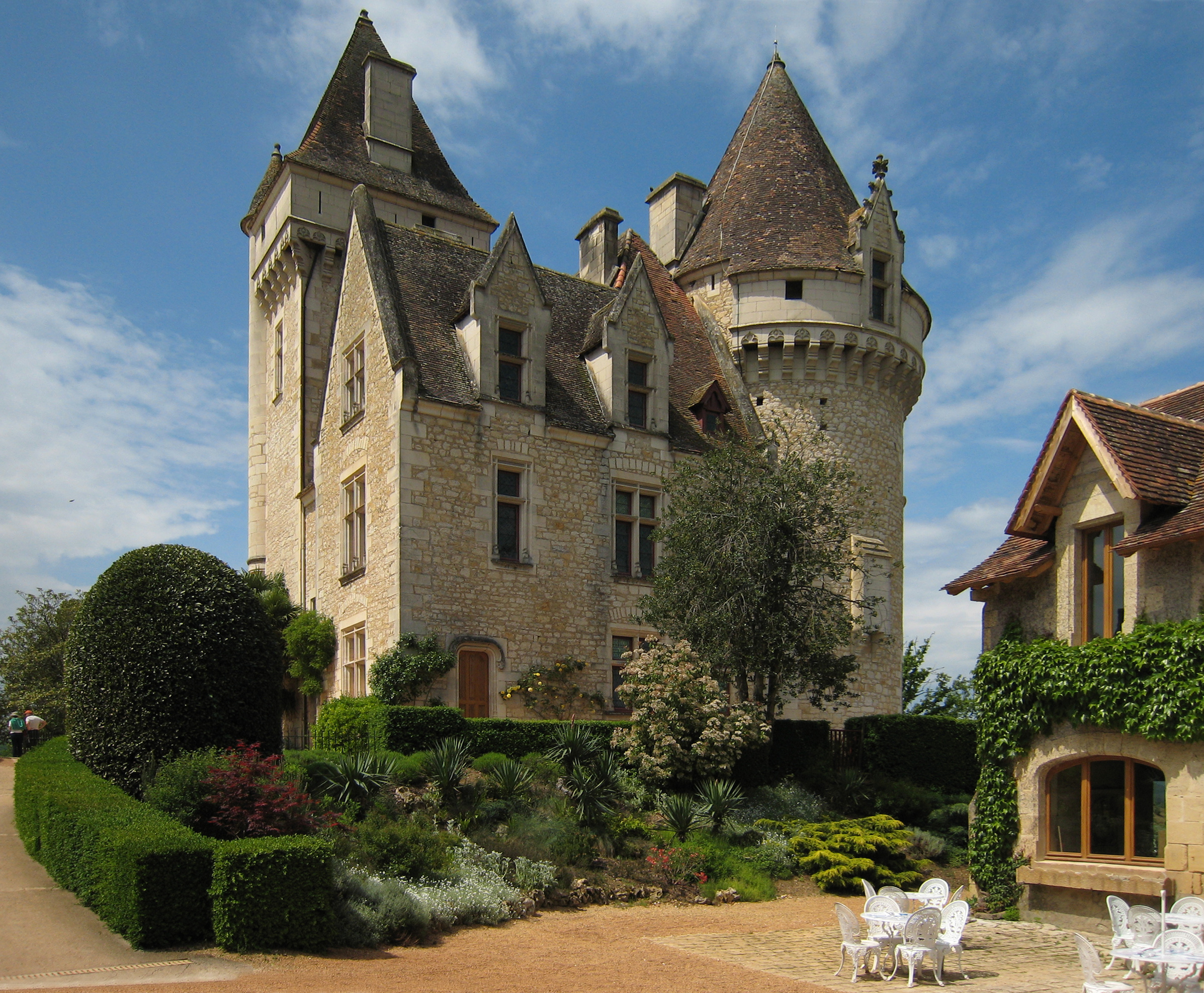
Château des Milandes